# Torta del buonumore
La torta del buonumore è un dolce tipico del territorio di Castel Goffredo, in provincia di Mantova, che ha acquisito lo stato di "De.C.O." (Denominazione comunale d'origine)
La torta viene proposta ogni anno durante la Festa del Tortello Amaro di Castel Goffredo.

## Ricetta
Dopo aver montato le uova con lo zucchero, aggiungere il burro e l'erba amara, la farina, la fecola, il lievito. Cuocere in forno a 180° per 60 minuti circa.